# 弓月蝴蝶魚
弓月蝴蝶魚，俗名冬瓜蝶，為輻鰭魚綱鱸形目蝴蝶魚科的其中一種。

## 分布
本魚分布於中西太平洋，日本、菲律賓、台灣、泰國、馬紹爾群島、密克羅尼西亞、羅德豪島、馬里亞納群島、澳洲、新喀里多尼亞、帛琉、夏威夷群島、斐濟、東加、萬納杜、法屬波里尼西亞包括等海域。

## 深度
水深3至20公尺。

## 特徵
本魚體極側扁，呈卵圓形，吻小、突出。魚體呈鵝黃色，頭部具3條黑色細橫帶，體側具多條暗色縱紋。幼魚尾柄處具有黑色假眼斑，成魚則消失，但在背鰭與臀鰭的基底後緣據黑色斜帶，尾柄白色。鰭硬棘13至14枚、軟條20至22枚；臀鰭硬棘3枚、軟條18枚。體長可達12公分。

## 生態
本魚棲息在珊瑚礁區，尤其喜棲息在鹿角珊瑚叢中，利用珊瑚躲避敵害。肉食性，以珊瑚蟲為食。

## 經濟利用
為觀賞性魚類，不供食用。